# Alto Cedro
Alto Cedro è un piccolo centro urbano di Cuba, frazione del comune di Cueto, nella Provincia di Holguín, nel 2008 aveva 2.063 abitanti.
Alto Cedro è una delle quattro località cubane che Compay Segundo cita nel ritornello della canzone Chan Chan del 1984, che lo ha reso famoso a livello internazionale.